# Riu Erne
El Erne, és un riu al nord-oest d'Irlanda, neix al llac Gowna, al Comtat de Cavan (República d'Irlanda) i transcorre per Irlanda del Nord a través del del Comtat de Fermanagh fins a desembocar en Ballyshannon, al Comtat de Donegal (Oceà Atlàntic). L'Erne té 120 quilòmetres de llarg i en ell es practica la pesca de la truita, degut a la qual cosa existeixen diverses piscifactories al llarg del seu curs i el dels seus afluents. La major part de la localitat d'Enniskillen està situada en una illa fluvial del riu Erne.